# Wainsdorf
Wainsdorf ist ein Ortsteil der Gemeinde Röderland im südöstlichen Teil Brandenburgs im Landkreis Elbe-Elster.

## Geographie

Wainsdorf auf einer geschichtlichen Karte des Kreises Liebenwerda (1910).

In Wainsdorf kreuzt sich die Bundesstraße 101 mit der Landstraße 102 (Riesa-Ortrand). Am Westrand des Ortes tangiert die Eisenbahnstrecke Berlin-Dresden den Ort.

## Geschichte

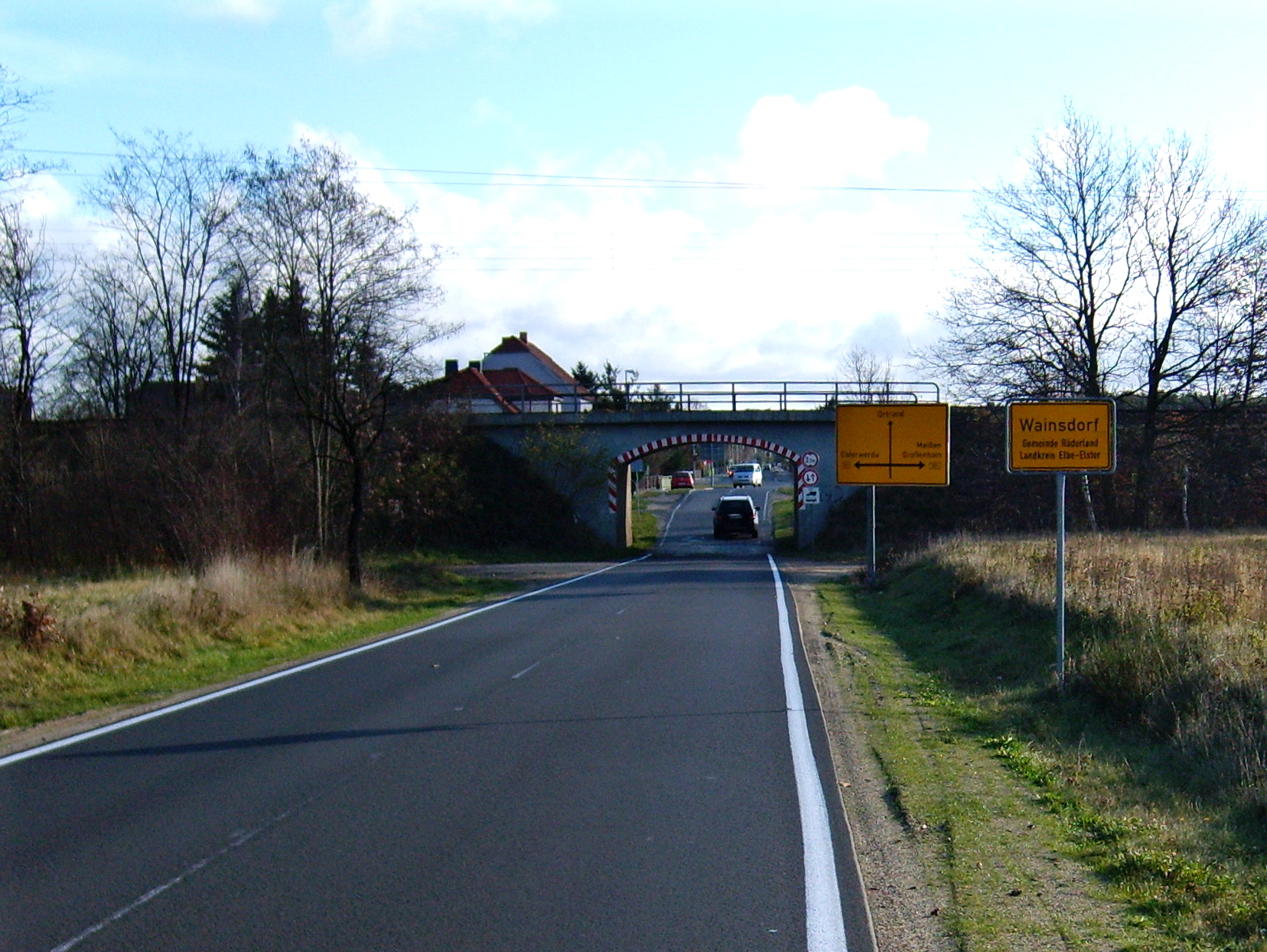
Eisenbahnbrücke

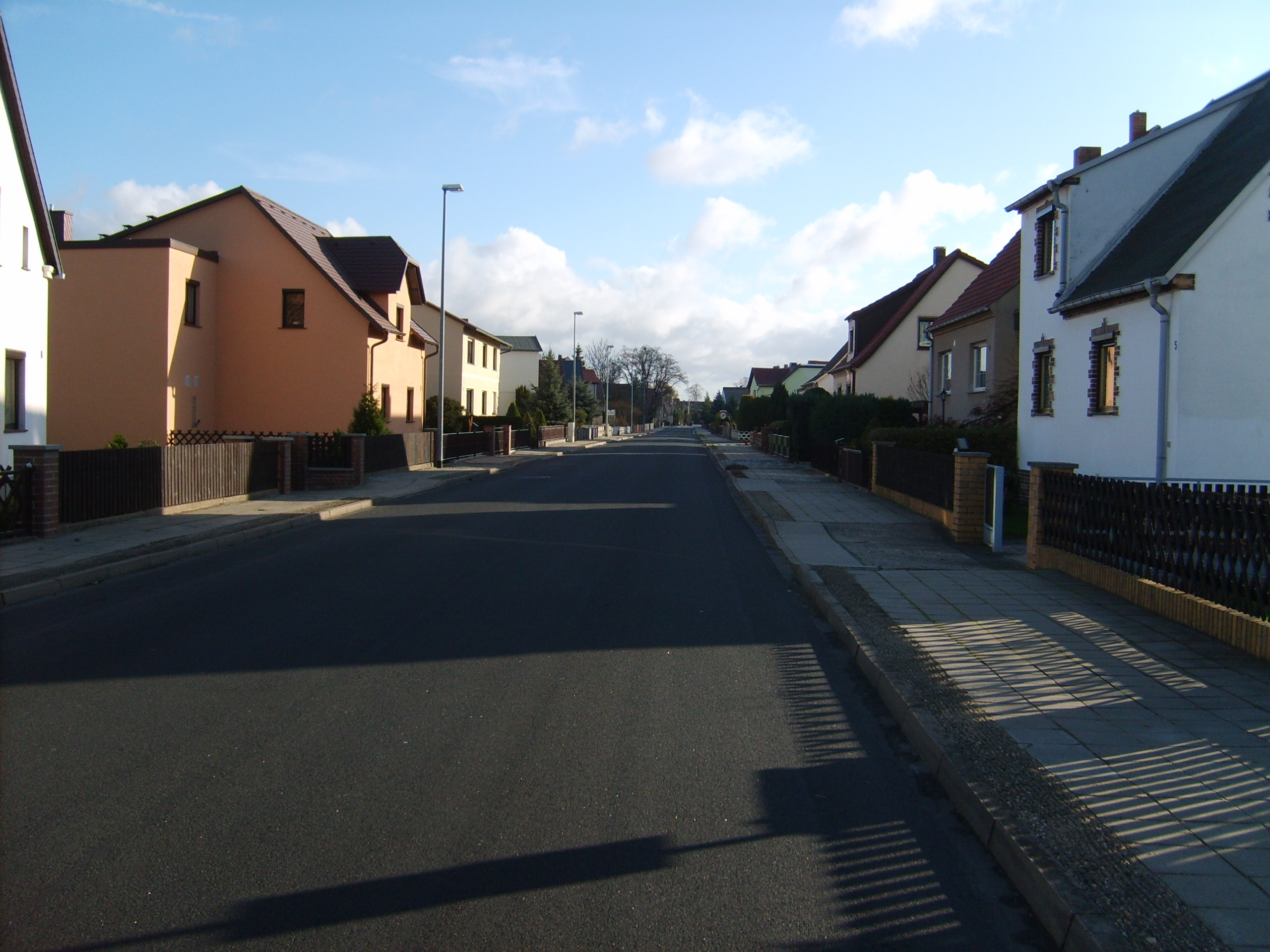
Wainsdorfer Hauptstraße

Die erste urkundliche Erwähnung von Wainsdorf stammt aus dem Jahr 1406. Dieser Eintrag geht auf das Urkundenbuch des Klosters Dobrilugk zurück und weist die Gemeinde als Besitz der Herren von Köckeritz aus. Der Ort trägt den Charakter eines typischen Straßendorfes und besaß wohl ursprünglich keine Nutzungsrechte am unmittelbar benachbarten Schradenwald. Sein Ortsname geht sehr wahrscheinlich auf den Personennamen Wagan(o) zurück.
1425 erfolgte ein Verkauf von Wainsdorf an Otto von Pflug auf Frauenhain. Später kam der Ort jedoch zur Herrschaft Zabeltitz. Im Hayner Amtsbuch wurde Wahnsdorf um 1800 mit 15½ Hufen Land aufgeführt.
Infolge des Wiener Kongresses von 1815 erfolgte eine Abtrennung des Ortes von Sachsen und die Angliederung an das Königreich Preußen. 1830 erfolgte die Errichtung des ersten Schulhauses von Wainsdorf und 1835 zählte das Dorf 35 Häuser und 136 Einwohner.
Ein erster Sportplatz wurde 1933 im Pfeifholz in der Nähe von „Beyers Teich“ angelegt.
Nach dem Ende des Zweiten Weltkrieges und der späteren Gründung der Deutschen Demokratischen Republik gehörte Wainsdorf zum Bezirk Cottbus.
Am 10. Dezember 2000 erfolgte die Einweihung des sanierten Gemeindeteiches mit einem Teichfest und am 23. April 2001 die Grundsteinlegung für ein Mehrzweckgebäude am Wainsdorfer Sportplatz.
Infolge einer Gemeindegebietsreform wurde Wainsdorf am 26. Oktober 2003 ein Ortsteil der Gemeinde Röderland.

### Bevölkerungsentwicklung
| Einwohnerentwicklung von Wainsdorf ab 1875 bis 2002 | Einwohnerentwicklung von Wainsdorf ab 1875 bis 2002 | Einwohnerentwicklung von Wainsdorf ab 1875 bis 2002 | Einwohnerentwicklung von Wainsdorf ab 1875 bis 2002 | Einwohnerentwicklung von Wainsdorf ab 1875 bis 2002 | Einwohnerentwicklung von Wainsdorf ab 1875 bis 2002 | Einwohnerentwicklung von Wainsdorf ab 1875 bis 2002 | Einwohnerentwicklung von Wainsdorf ab 1875 bis 2002 | Einwohnerentwicklung von Wainsdorf ab 1875 bis 2002 | Einwohnerentwicklung von Wainsdorf ab 1875 bis 2002 | Einwohnerentwicklung von Wainsdorf ab 1875 bis 2002 | Einwohnerentwicklung von Wainsdorf ab 1875 bis 2002 | Einwohnerentwicklung von Wainsdorf ab 1875 bis 2002 | Einwohnerentwicklung von Wainsdorf ab 1875 bis 2002 |
| Jahr                                                | Einwohner                                           |                                                     | Jahr                                                | Einwohner                                           |                                                     | Jahr                                                | Einwohner                                           |                                                     | Jahr                                                | Einwohner                                           |                                                     | Jahr                                                | Einwohner                                           |
| --------------------------------------------------- | --------------------------------------------------- | --------------------------------------------------- | --------------------------------------------------- | --------------------------------------------------- | --------------------------------------------------- | --------------------------------------------------- | --------------------------------------------------- | --------------------------------------------------- | --------------------------------------------------- | --------------------------------------------------- | --------------------------------------------------- | --------------------------------------------------- | --------------------------------------------------- |
| 1875                                                | 250                                                 |                                                     | 1946                                                | 621                                                 |                                                     | 1989                                                | 512                                                 |                                                     | 1995                                                | 470                                                 |                                                     | 2001                                                | 465                                                 |
| 1890                                                | 250                                                 |                                                     | 1950                                                | 587                                                 |                                                     | 1990                                                | 508                                                 |                                                     | 1996                                                | 460                                                 |                                                     | 2002                                                | 467                                                 |
| 1910                                                | 300                                                 |                                                     | 1964                                                | 549                                                 |                                                     | 1991                                                | 483                                                 |                                                     | 1997                                                | 458                                                 |                                                     |                                                     |                                                     |
| 1925                                                | 353                                                 |                                                     | 1971                                                | 550                                                 |                                                     | 1992                                                | 468                                                 |                                                     | 1998                                                | 470                                                 |                                                     |                                                     |                                                     |
| 1933                                                | 423                                                 |                                                     | 1981                                                | 525                                                 |                                                     | 1993                                                | 473                                                 |                                                     | 1999                                                | 475                                                 |                                                     |                                                     |                                                     |
| 1939                                                | 442                                                 |                                                     | 1985                                                | 521                                                 |                                                     | 1994                                                | 470                                                 |                                                     | 2000                                                | 472                                                 |                                                     |                                                     |                                                     |

## Kultur und Sehenswürdigkeiten

Kriegerdenkmal

- Kriegerdenkmal

Die Stele aus grauem Granitstein gedenkt der gefallenen Einwohner von Wainsdorf der beiden Weltkriege.
- Sächsisch-Preußische Grenzsteine

Entlang der 1815 infolge des Wiener Kongresses entstandenen ehemaligen sächsisch-preußischen Grenzlinie wurden zur Markierung zwischen 1817 und 1818 Grenzsteine aufgestellt, die in heutiger Zeit unter Denkmalschutz stehen. Von den ehemals 28 Exemplaren, welche im Bereich des Schradens zwischen Heinersdorf im Osten und Wainsdorf im Westen vorhanden waren, sind laut einer Bestandsaufnahme aus den Jahren 1997 und 1998 noch 22 vorhanden. Die Steine in diesem Bereich, die einst aus sogenanntem Postaer Sandstein in Gestalt von Prismen oder Pyramidenstümpfen gefertigt wurden, sind auf jeweils zwei Seiten mit den Buchstaben „KS“ für das Königreich Sachsen und „KP“ für das Königreich Preußen sowie einer Nummerierung versehen.

## Persönlichkeiten
- Peter Adam Schmidt (* 1946 in Wainsdorf), Botaniker und Forstwissenschaftler